# Bolonia
Bolonia är en ort i Spanien.   Den ligger i provinsen Provincia de Cádiz och regionen Andalusien, i den södra delen av landet, 500 km söder om huvudstaden Madrid. Bolonia ligger 7 meter över havet och antalet invånare är 117.
Terrängen runt Bolonia är kuperad åt nordost, men söderut är den platt. Havet är nära Bolonia åt sydväst. Närmaste större samhälle är Barbate de Franco, 17,5 km nordväst om Bolonia. 